# Аль-Хуссейн, Джехад
Джехад Фадхил Аль Хуссейн (араб. جِهَاد فَاضِل الْحُسَيْن‎; род. 30 июля 1982, Хомс) — сирийский футболист, играл на позиции полузащитника. Участник Кубка Азии 2011 года.

## Биография

### Клубная карьера
В течение семи сезонов играл за клуб «Аль-Карама», в составе которого выиграл 3 чемпионских титула, 2 Кубка Сирии и Суперкубок Сирии в 2008 году. Помимо национальных титулов, «Аль-Карама» в 2006 году дошла до финала Азиатской лиги чемпионов, в котором по сумме двух матчей 3-2 проиграла южнокорейскому «Чонбук Хёндэ Моторс».
Летом 2008 года переехал в Кувейт, где присоединился к клубу «Аль-Кувейт», за который в 2006 году играл на правах аренды. 24 августа 2009 года Аль-Хуссейн вместе с Фирасом Аль-Хатибом перешёл в «Аль-Кадисию», с которой подписал двухлетний контракт. За «Аль-Кадисию» он играл в течение двух сезонов и выиграл два чемпионских титула.
В сентябре 2011 года перешёл в клуб Саудовской Премьер-лиге «Наджран». За «Наджран» он играл в течение двух сезонов, сыграл 45 матчей и забил 12 голов и покинул команду из-за задолженности по зарплате.
В сентябре 2013 года подписал контракт с клубом из ОАЭ «Дубай». В июле 2014 года вернулся в Саудовскую Аравию и в течение пяти сезонов играл за «Ат-Таавун». В течение одного сезона играл за «Ар-Раид» и в этом же клубе закончил карьеру.

### Карьера в сборной
В составе сборной Сирии на Кубке Азии 2011 года был основным игроком и сыграл в трёх матчах группового этапа — со сборными Саудовской Аравии (2:1), Японии (1:2) и Иордании (1:2). Всего за сборную Сирии сыграл 62 матча и забил 10 голов.

## Достижения
«Аль-Карама»
- Чемпион Сирии (3): 2005/06, 2006/07, 2007/08, 2008/09
- Обладатель Кубка Сирии (2): 2006/07, 2007/08,
- Обладатель Суперкубка Сирии (1): 2008
- Финалист Лиги чемпионов АФК (1): 2006

 «Аль-Кувейт»
- Обладатель Кубка эмира Кувейта (1): 2009
- Обладатель Кубка АФК (1): 2009

 «Аль-Кадисия»
- Чемпион Кувейта (2): 2009/10, 2010/11
- Обладатель Кубка эмира Кувейта (1): 2010
- Обладатель Суперкубка Кувейта (1): 2009
- Финалист Кубка АФК (1): 2010

 «Ат-Таавун»
- Обладатель Саудовского кубка чемпионов (1): 2019